# Matoto

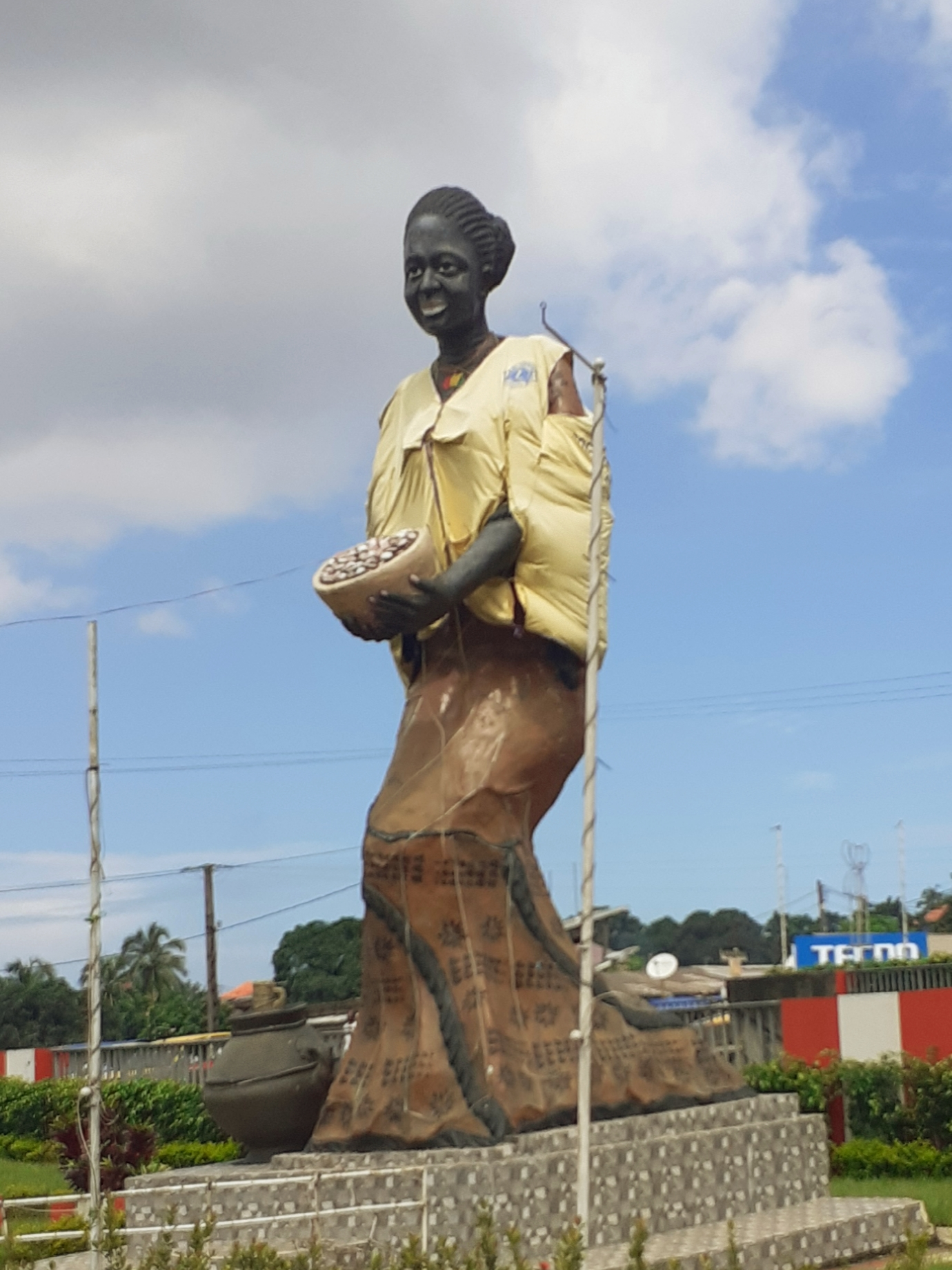

Matoto  är en kommun i Guineas huvudstad Conakry. Den hade 753 426 invånare 2018.